# Bojanowo

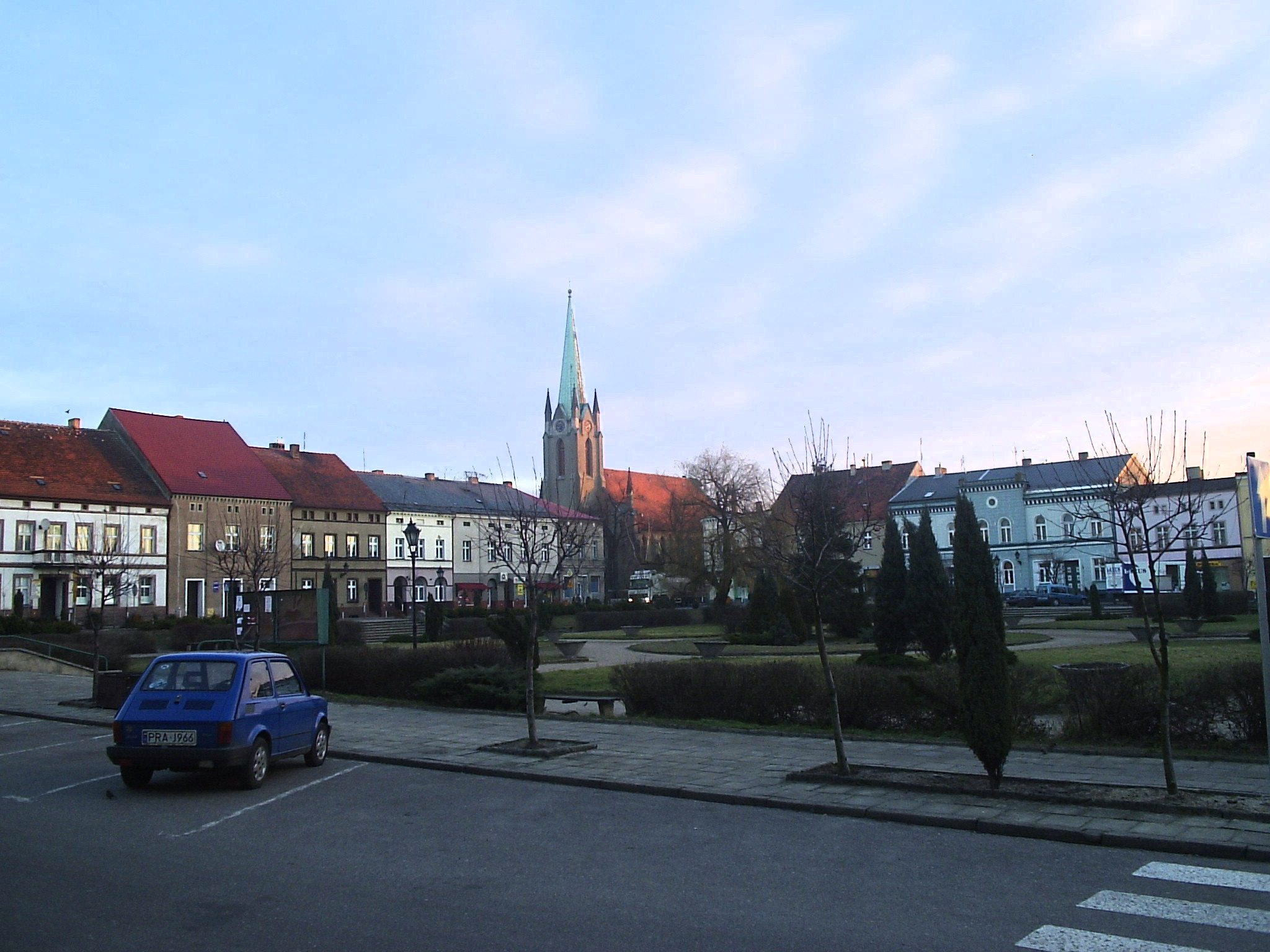
Ring mit der Pfarrkirche im Hintergrund

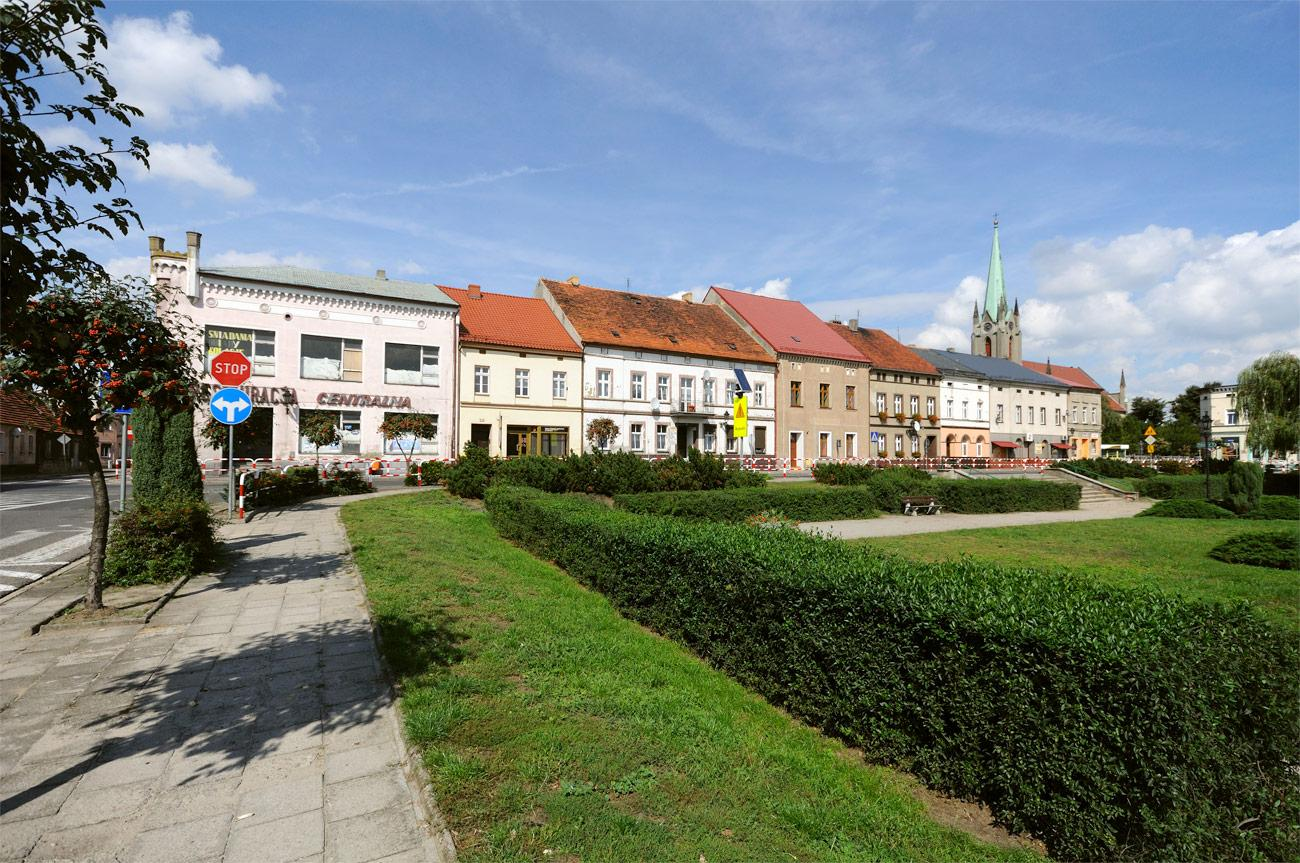
Häuser am Ring

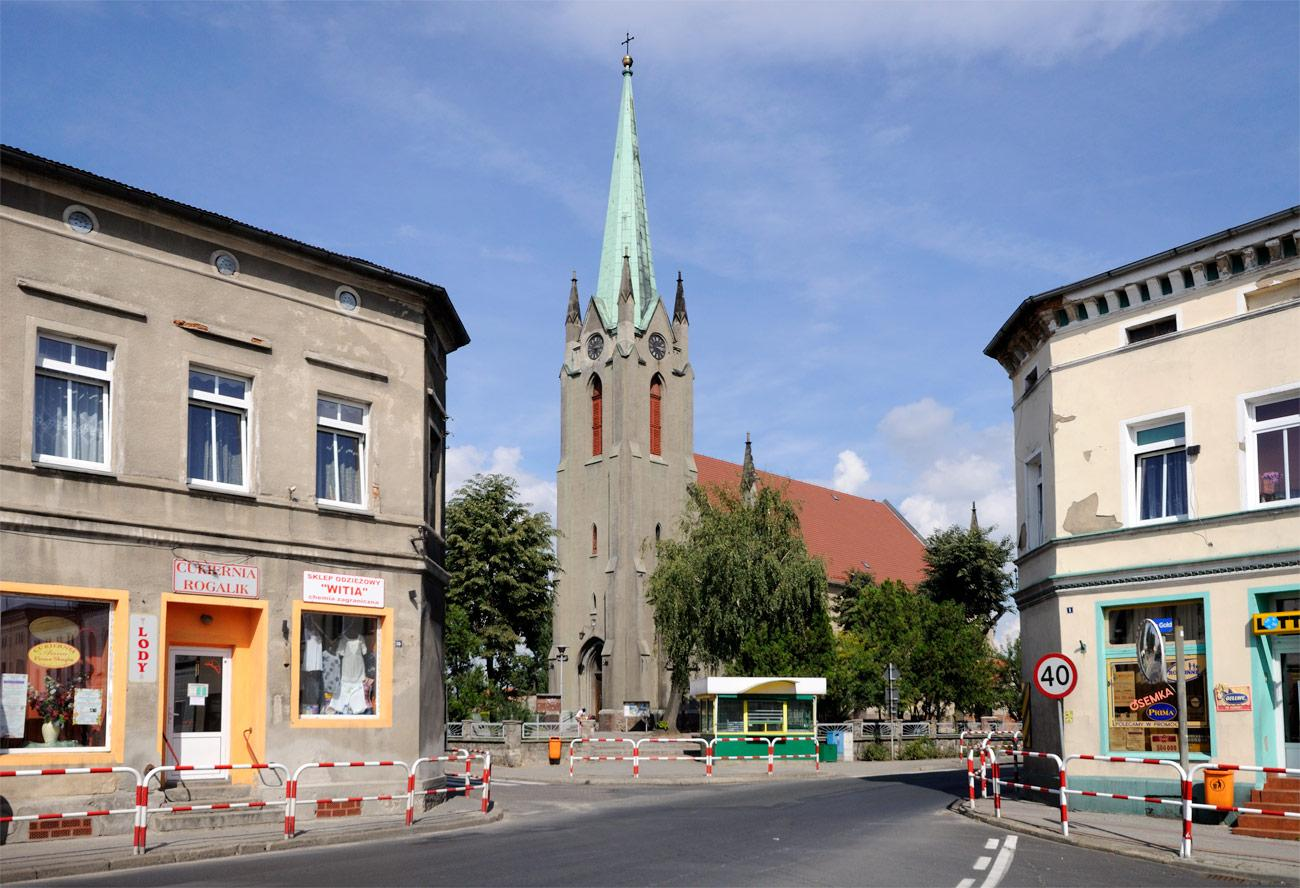
Herz-Jesu-Kirche in Bojanów

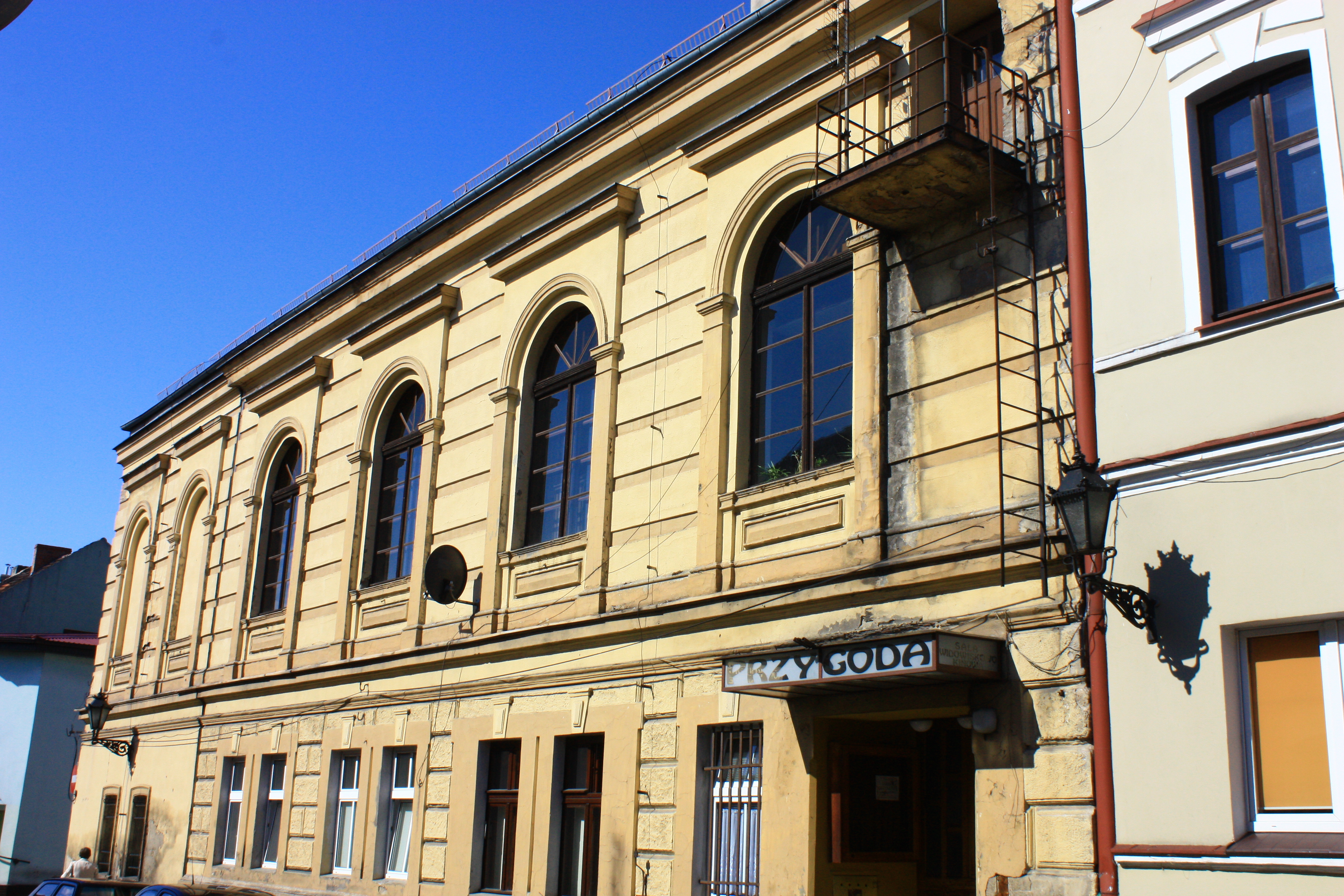
Ehemalige Synagoge

Bojanowo [bɔja'nɔvɔ] (deutsch Bojanowo, früher Bajanowe) ist eine Stadt im Powiat Rawicki der Woiwodschaft Großpolen in Polen. Sie ist Sitz der gleichnamigen Stadt-und-Land-Gemeinde mit 8710 Einwohnern (Stand 31. Dezember 2020).

## Geographie

### Lage
Bojanowo liegt in der historischen Region Großpolen auf einer Höhe von 110 m n.p.m., etwa 20 Kilometer nordwestlich von Rawicz (Rawitsch) und 80 Kilometer südlich der Stadt Posen.

### Klima
Die jährliche Durchschnittstemperatur beträgt 8,8 °C bei einer jährlichen durchschnittlichen Niederschlagsmenge von 650 mm.

## Geschichte
Am 16. April 1638 erhielt Stefan Bojanowski auf Bärsdorf von Władysław IV. Wasa die Genehmigung zur Anlage einer Stadt nach Magdeburger Recht mit der Verpflichtung, eine evangelische Kirche zu errichten. Die Kirche wurde 1640 fertiggestellt. Bogusław Bojanowski, Sohn des Stadtgründers, legte 1663 eine neue Stadt neben der alten an und nannte sie nach seinem Namen Bogusławowo; für sie erhielt er am 20. August desselben Jahres von König Johann II. Kasimir das Stadtrecht.
Durch die Zweite Teilung Polens kam der Ort von 1793 bis 1807 vorübergehend an Preußen, wurde dann aber nach dem Frieden von Tilsit als Teil des Herzogtums Warschau wieder polnisch.
Aufgrund der Beschlüsse des Wiener Kongresses wurde Bojanowo 1815 erneut preußisch und wurde dem Kreis Kröben zugeteilt. Im Zuge des Großpolnischen Aufstands 1848 und der geplanten Teilung der Provinz in einen deutschen und einen polnischen Teil verlangten die Bürger der Stadt Bojanowo und anderer deutschsprachiger Städte der Region den Anschluss an Schlesien und somit an den Deutschen Bund.
Am 12. August 1857 zerstörte ein Brand die gesamte Stadt, 440 Häuser wurden zerstört und etwa 2000 Menschen verloren ihr Obdach. 1860 wurde der Bau der neuen evangelischen Kirche, heute katholisch, fertiggestellt. 1881 wurde eine Brauerei mit einer Kapazität von 2000 Hektolitern pro Jahr eröffnet. 1887 wurde der Kreis Kröben aufgelöst und Bojanowo wurde dem neugegründeten Kreis Rawitsch zugeteilt. 1900 wurde die Bahnstation errichtet. Am Anfang des 20. Jahrhunderts hatte Bojanowo eine evangelische Kirche, eine Synagoge  und war Sitz eines Amtsgerichts.
Nach Ende des Ersten Weltkrieges kam die Stadt trotz ihrer überwiegend deutschen Bevölkerung im Januar 1920 erneut zu Polen. Die Grenze zu Deutschland verlief in etwa drei Kilometern Entfernung.
Am 5. September 1939 wurde die Stadt von deutschen Truppen besetzt und am 8. Oktober 1939 vom Deutschen Reich annektiert. Mit der Anordnung über Ortsnamensänderung im Reichsgau Wartheland vom 18. Mai 1943 wurde die Stadt nach ihrem Ehrenbürger Heinrich Schmückert in Schmückert umbenannt. Am 20. Januar 1945 flüchteten die Deutschen aus der Stadt vor der Roten Armee, die am 23. Januar einrückte und Bojanowo an Polen zurückgab.

### Demographie

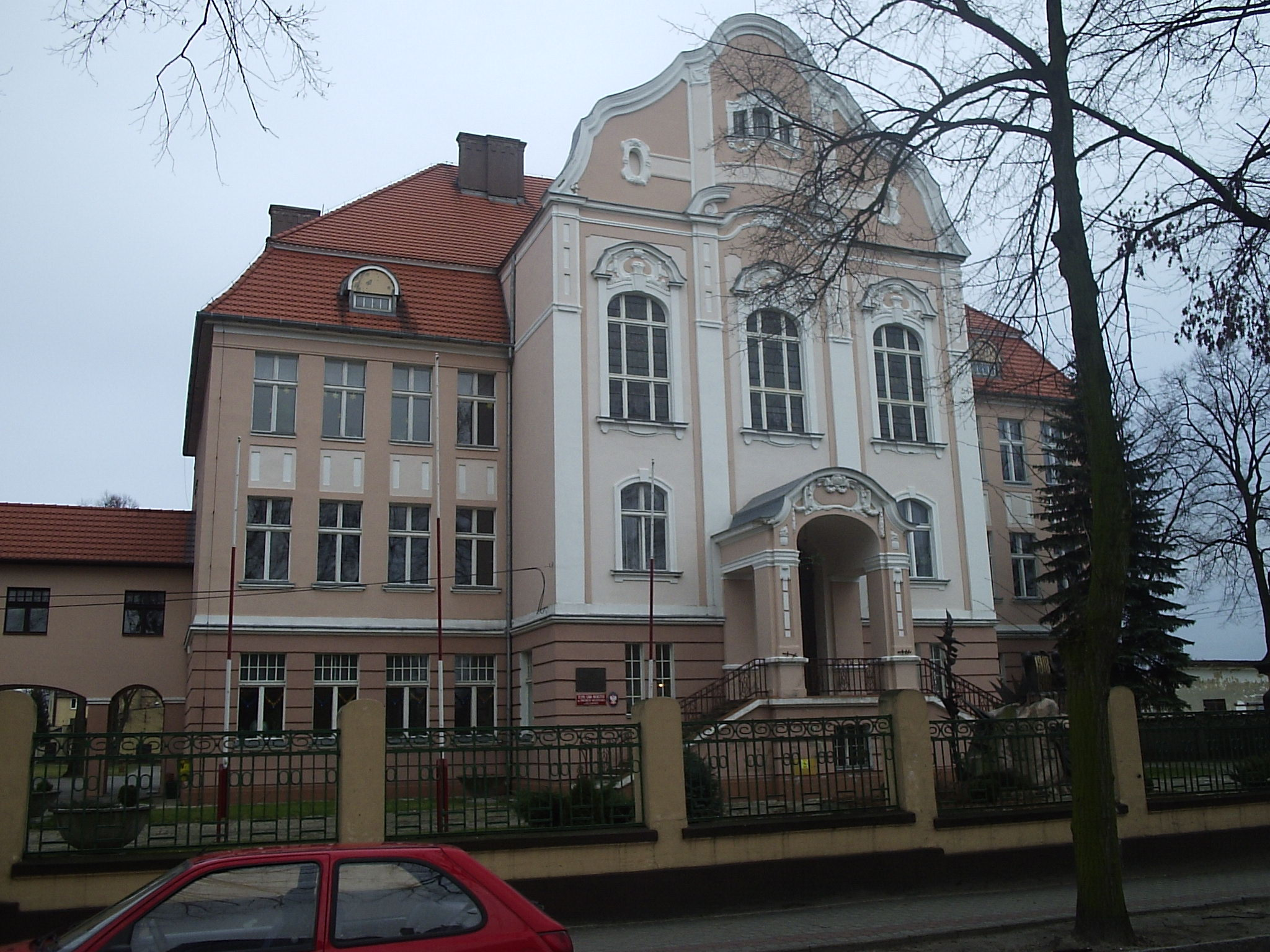
Landwirtschaftsschule

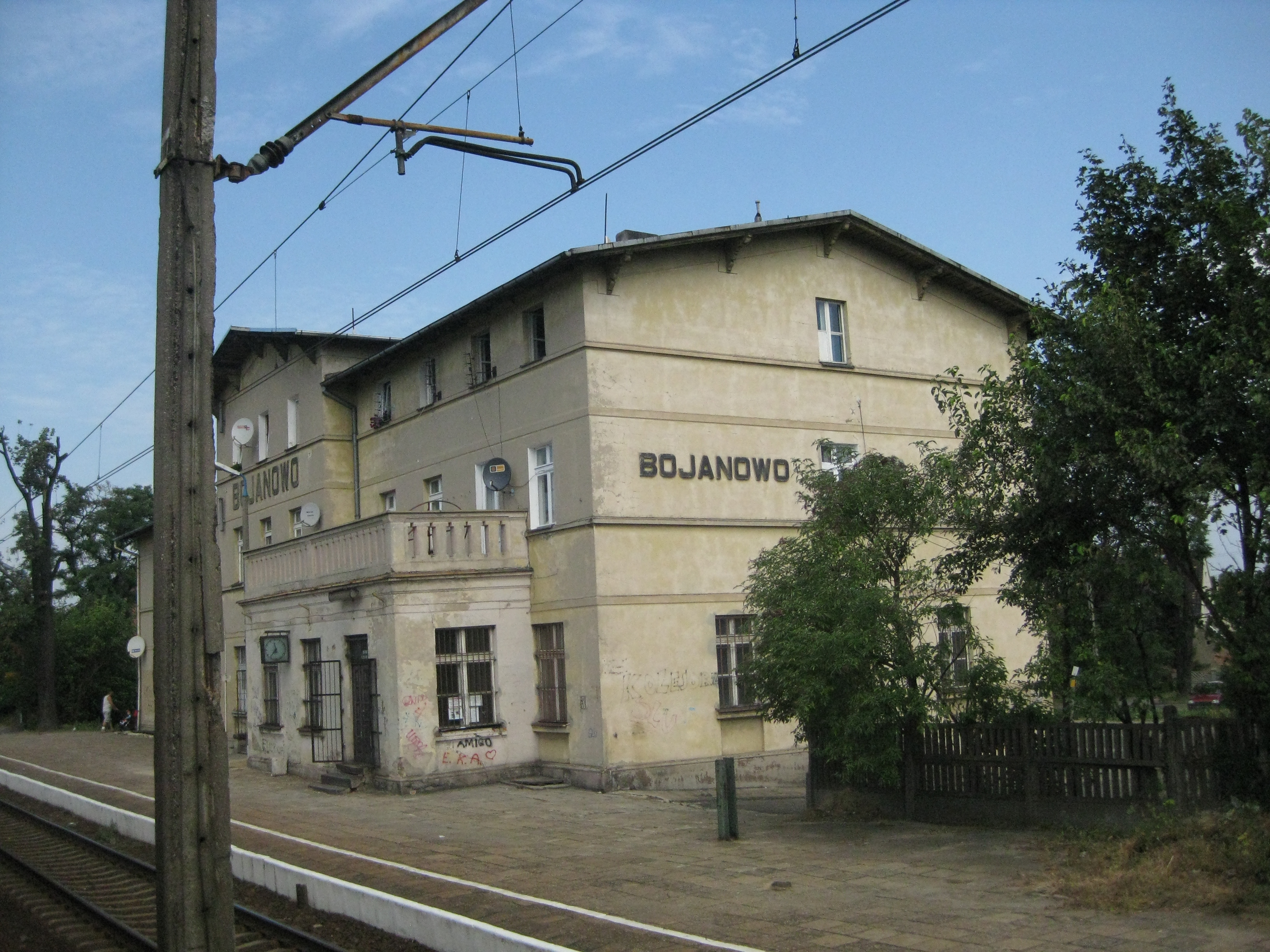
Bahnhof Bojanowo

Bis zum Ersten Weltkrieg waren über 90 Prozent der Einwohner Deutsche. Nach Kriegsende und dem Wechsel der staatlichen Zugehörigkeit Bojanowos sank die Einwohnerzahl und die Bevölkerungsstruktur veränderte sich. 1921 zählten sich nur noch 55,2 Prozent der Einwohner zu den Deutschen und 43,6 Prozent zu den Polen.
Im Jahre 1938 wurden 2994 Einwohner gezählt, davon 86,9 Prozent Polen, 12,5 % Deutsche und etwa 0,6 Prozent Juden. Im Jahre 1946 lebten 1984 Einwohner in Bojanowo.
| Jahr | Einwohnerzahl | Anmerkungen |
| ---- | ------------- | --- |
| 1800 | 2451          | am Jahresanfang, 379 Wohnhäuser, eine evangelische Kirche, 37 Mühlen, 144 Juden, 80 Katholiken |
| 1819 | 2613          | eine lutherische Kirche, eine lateinische Schule, 410 Häuser, 200 Juden; eine „ziemlich bedeutende Stadt“ mit 334 Arbeitern in Tuchfabriken.                                                                                    |
| 1826 | 3000          | in 406 Häusern, über 200 Juden |
| 1837 | 2299          | [ 5 ] |
| 1843 | 2204          | [ 5 ] |
| 1861 | 2026          | [ 5 ] |
| 1871 | 2017          | mit der Garnison (eine Schwadron Kürassiere Nr. 5), darunter 1610 Evangelische, 240 Katholiken, 150 Juden (100 Polen); nach anderen Angaben 2017 Einwohner (am 1. Dezember), davon 1623 Evangelische, 254 Katholiken, 140 Juden |
| 1885 | 2216          | davon 1812 Evangelische, 310 Katholiken und 93 Juden in 283 Wohngebäuden (122 aktive Militärpersonen) |
| 1900 | 2099          | meist Evangelische |
| 1905 | 2106          | davon 1610 Evangelische, 429 Katholiken und 66 Juden (177 Polen, drei Tschechen) |
| 1910 | 2290          | am 1. Dezember |

## Bauwerke
- Die Herz-Jesu-Kirche in Bojanów wurde von 1859 bis 1860 im neugotischen Stil für die evangelische Gemeinde errichtet und ist seit 1945 römisch-katholisch
- Die Synagoge von Bojanowo wurde 1859 erbaut und diente bis zur deutschen Besetzung 1939 für Gottesdienste. Später als Schulturnhalle genutzt, ist in ihr seit 1997 eine Kunstgalerie untergebracht.

## Gemeinde
Zur Stadt-und-Land-Gemeinde (gmina miejsko-wiejska) Bojanowo mit einer Fläche von 123,5 km² gehören die Stadt selbst und Dörfer mit 17 Schulzenämtern.

## Verkehr
Die Stadt liegt an der Europastraße 261 zwischen Breslau und Posen, wo sich jeweils ein internationaler Flughafen befindet. Weiterhin befinden sich auf der Straße 20 Kilometer nördlich Leszno und 15 Kilometer südlich Rawicz.
Der Bahnhof Bojanowo liegt an der Bahnstrecke Wrocław–Poznań, hier begann einst die Bahnstrecke Bojanowo–Głogów.

## Söhne und Töchter der Stadt
- Johann Samuel Kaulfuß (1780–1832), Altphilologe in Posen und Neu-Stettin
- Julius Frauenstädt (1813–1879), Philosoph
- Friedrich August Theodor Dietrich (1817–1903), Bildhauer in Berlin
- Karl Peucker (1859–1940), Geograph und Kartograph
- Hugo Wenzel (1891–1940), Politiker (KPD), NS-Opfer
- Erdmann Schott (1900–1983), evangelisch-lutherischer Theologe und Hochschullehrer